# الهه كولايي
إلهه كولايى (من مواليد 17 ديسمبر 1956)، هي عالمة سياسية ومفكرة إصلاحية إيرانية، حيث تعمل كأستاذة جامعية في مجال العلوم السياسية في جامعة طهران، كما أنها عضو في حزب جبهة المشاركة الإسلامي الإيراني، وتعد من إحدى السيدات اللواتي ترشحن لانتخابات مجلس النواب الإيراني واللاتي بلغ عددهن 513 سيدة، بالإضافة إلى أنها كانت إحدى أعضاء البرلمان السادس لجمهورية إيران الإسلامية.
ترأست الهه كولايى مجموعة الصداقة البرلمانية الإيرانية - الليبية عام 2003 في إيران، كما أنها كانت إحدى المشاركين في مجموعة الصداقة البرلمانية بين إيران و روسيا.